# ユナイテッド・エアウェイズ
ユナイテッド・エアウェイズ (United Airways)はかつて存在したバングラデシュの航空会社。2016年に消滅した。アメリカのユナイテッド航空 (United Airlines)とは無関係である。

## 就航都市
- バングラデシュ
  - ダッカ - ジア国際空港
  - Barisal
  - チッタゴン - シャーアマーナト国際空港
  - Cox's Bazar - コックスバザール空港
  - Jessore
  - シレット
  - Saidpur
- インド
  - コルカタ - ネータージー・スバース・チャンドラ・ボース国際空港
- アラブ首長国連邦
  - ドバイ - ドバイ国際空港

### 就航計画
- マレーシア
  - クアラルンプール - クアラルンプール国際空港
- ネパール
  - カトマンズ - トリブバン国際空港
- タイ
  - バンコク - スワンナプーム国際空港

## 機材
2013年現在
- エアバス A310-325 2機
- マクドネル・ダグラス MD-83 5機
- ATR ATR 72-212 3機
- デ・ハビランド・カナダ DHC-8-100 1機

### 導入計画
- ボーイング767
  - ロンドン、中東方面へ就航させる計画